# Андріян Бриттан
Андріян Романович Бриттан (19 жовтня 1948, Міттенвальд, Німеччина) — американський скрипаль, симфонічний та хоровий диригент українського походження. Закінчив Мангеттенську консерваторію.
Від 1974 р. — професор музичних факультетів в університетах Мемфіса, Нотр-Дама, Канзас-Сіті, концертмейстер і соліст симфонічного оркестру в Савт-
Бенді, музичний керівник симфонічного оркестру в Ля-Порті (1980—1983.

Від 1984 диригує в оперних театрах Нью-Йорка, Чикаґо. Диригент хорів ім. Андрея Шептицького та «Думка» (Нью-Йорк).